# Сростинська сільська рада (Єгор'євський район)
Сро́стинська сільська рада (рос. Сростинский сельский совет) — сільське поселення у складі Єгор'євського району Алтайського краю Росії.
Адміністративний центр — село Срости.

## Населення
Населення — 2165 осіб (2019; 2130 в 2010, 2247 у 2002).

## Склад
До складу сільської ради входять:
| Населений пункт     | Населення, осіб (2002) | Населення, осіб (2010) |
| ------------------- | ---------------------- | ---------------------- |
| Жерновці, селище    | 101                    | 54                     |
| Петухов Лог, селище | 129                    | 110                    |
| Срости, село        | 2017                   | 1966                   |